# Valle de Sedano
Valle de Sedano est une commune d'Espagne dans la communauté autonome de Castille-et-León, province de Burgos. Elle s'étend sur 264,06 km2 et comptait environ 503 habitants en 2011.